# Jan Krůta

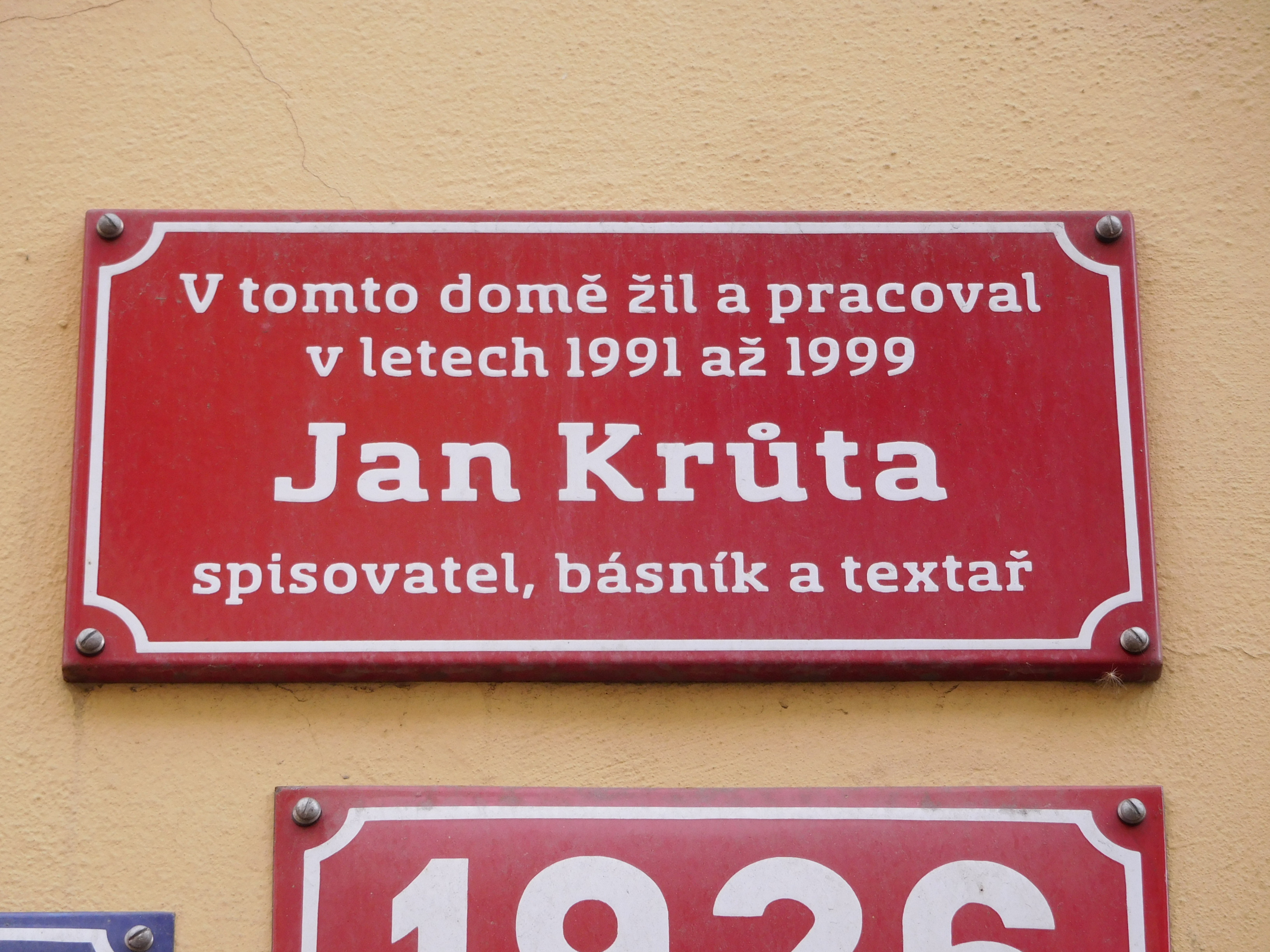
Pamětní deska v Pštrossově ulici v Praze

Jan Krůta (* 3. června 1946 Benešov) je český textař, publicista a spisovatel, v letech 2019 až 2025 člen Rady Českého rozhlasu.

## Život
Vystudoval český jazyk a tělesnou výchovu na Pedagogické fakultě Univerzity Karlovy v Praze. Působil jako učitel, v roce 1970 však musel zaměstnání z politických důvodů opustit. Následně začal pracovat jako redaktor Sedmičky pionýrů, od roku 1972 byl deset let kulturním redaktorem Mladého světa, poté pracoval krátce jako redaktor časopisu Ohníček a s přestávkami až do roku 2002 jako šéfredaktor časopisu Sluníčko. Na jaře roku 1989 byl spoluzakladatelem a později ředitelem mediální firmy Bonton, a. s.
Pracuje jako textař a spisovatel, jeho texty zpívá okolo osmdesáti interpretů a kapel. Především se jedná o Dalibora Jandu, pro něhož složil například texty k písním „Hurikán“ a „Kde jsi?“.  Složil více než 1300 textů, mimo jiné také pro Hanu Zagorovou, Helenu Vondráčkovou, Karla Gotta, Michala Davida a Hanu Hegerovou. K libretu muzikálu Kladivo na čarodějnice napsal zpívané texty. Dále je autorem, spoluautorem nebo sestavovatelem okolo třiceti knih pro děti i dospělé. 
Působí ve své umělecké agentuře Arcadia Art Agency a externě spolupracoval s Českým rozhlasem jako občasný autor a moderátor nedělního „Dobrého rána“ na stanici Dvojka.
Ve volbách do Poslanecké sněmovny PČR v roce 2013 kandidoval v Praze jako nestraník na 4. místě kandidátky hnutí Úsvit přímé demokracie Tomia Okamury.
Dne 27. března 2019 byl ve druhém kole volby zvolen Poslaneckou sněmovnou PČR novým členem Rady Českého rozhlasu. Jeden z poslanců při volbě upozorňoval, že jeho jméno je spojeno s normalizačním textem „Případ Magor“ z prosince 1976, ve kterém „kolektiv redakce Mladého světa“ hanil skupinu Plastic People. V roce 1990 autor Roman Lipčík v obsáhlém článku „Případ underground“ uvedl, že skutečným autorem byl právě Krůta. Jan Krůta v knize Klec na slavíky (nakl. Epocha, 2003) podrobně rozebírá vznik uvedeného článku a připomíná, že byl pouze autorem několika řádků hodnocení předložených písní. Mandát člena Rady ČRo zastával do konce března 2025.

## Výběr z díla, chronologicky
- Šúbidy blues. Československý spisovatel, 1983.
- Namlouvání. Práce, 1985.
- Jeho Veličenstvo míč: pro čtenáře od 11 let. Albatros, 1989.
- HLINOMAZ, Josef. Josef Hlinomaz: majoucta: z neucelených zápisků, z fejetonů a útržků proslovených nebo použitých tu i onde. Arcadia, 1992. (J. Krůta ed.)
- Černé labutě: písničkový román z minula. Arcadia, 1997.
- KRŮTOVÁ, Jarmila a J. KRŮTA. Se sluníčkem kolem světa. Fragment, 2000.
- Klec na slavíky: o zpívání do zlata i do bláta: Zlatý (Český) slavík 1962–2002. Epocha, 2003.
- HLINOMAZ, Josef. Majoucta, aneb, Jsem malující šašour. 2., rozšířené a upravené vyd., v nakl. Baset 1. vyd. Baset, 2004. (J. Krůta ed.)
- Jizvy na zip; Bylo – debilo. Arcadia Art Agency, 2004.
- Doktor Petarda aneb Ten, který se postaral. Epocha, 2006.
- Sextenze. Arcadia Art Agency, 2013.
- Lítali jsme do nebes (nahoře i dole bez). Arcadia Art Agency, 2008.
- Povídání na psí stráni. Arcadia Art Agency, 2017.
- Můj domov – můj svět: velký historický přehledník. Jan Krůta – Arcadia Art Agency, 2017–2023. 3 svazky.
- Krůtí brko. Kousky času. Arcadia Art Agency, 2020.
- Krůtí brko. Duše v peří. Arcadia Art Agency, 2023.